# Тайваньская иена
Тайваньская иена (圓), денежная единица генерал-губернаторства Тайвань в 1899—1946 годах, равная японской иене и обращавшаяся параллельно с ней.

## История
В 1895 году, после Японо-китайской войны, в соответствии с Симоносекским договором Тайвань был передан Японии.
В 1899 году Банк Тайваня начал выпуск банкнот в иенах, которые обращались на острове параллельно с японскими банкнотами и монетами.
Выпускались банкноты в 1, 5, 10, 50, 100, 1000 иен.
В 1917—1918 годах правительством Тайваня в связи с недостатком разменной монеты были выпущены в обращение наклеенные на почтовые карточки почтовые марки в 1, 3 , 5, 10, 20 сен. Карточка с двумя марками по 20 сен и одной в 10 сен равнялась 50 сенам.
В 1945 году Тайвань перешёл под управление Китайской Республики. В 1946 году иена была изъята из обращения и заменена на тайваньский доллар в соотношении 1:1.